# Franckh-Kosmos
Die Franckh-Kosmos Verlags-GmbH & Co. KG, kurz der KOSMOS Verlag, ist ein Stuttgarter Verlag mit Schwerpunkt Naturführer, Ratgeber, Technik-, Kinder- und Jugendbücher sowie Experimentierkästen und Spiele. Das Programm umfasst Naturführer wie Was blüht denn da?, Ratgeber und Special-Interest-Titel in den Bereichen Garten, Astronomie, Pferde, Hunde, Angeln und Jagen, Kartografie, Gesundheit und Bewusster Leben sowie Marken wie Die drei ???, EXIT oder CATAN.

## Geschichte

### FRANCKH 1822–1865
1822 gründete der Buchhändler Johann Friedrich Franckh (1795–1865) in Stuttgart einen Verlag, der gleichzeitig ein Sortiment und eine Leihbibliothek umfasste, zu denen später noch eine Buchdruckerei hinzukam. Der Gründer dieser Firma nahm bald seinen Bruder Friedrich Gottlob Franckh (1802–1845) in das Geschäft auf, das nunmehr Gebrüder Franckh firmierte.
1822 wurden die ersten Koenig'schen Schnellpressen in Deutschland gebaut. Sie ermöglichten, Werke der Literatur in hohen Auflagen zu niedrigem Preis auf den Markt zu bringen. Das Druck- und Verlagsgewerbe entwickelte sich rasch zu einem wichtigen Wirtschaftszweig. Zahlreiche Verlage wurden gegründet, neue Zeitschriften herausgegeben und Leihbibliotheken für das wissensdurstige Volk eingerichtet. Die Gebrüder Franckh nutzten eine solche Schnellpresse ab 1827. In der ersten Zeit widmete sich das Verlagshaus Franckh der schöngeistigen Literatur und der enzyklopädischen Wissenschaft. Das erste Buch, das der junge Verlag 1823 veröffentlicht, ist der Roman Phaeton des Dichters Wilhelm Waiblinger. Bald gehörten er und Eduard Mörike zusammen mit dem Hauslehrer Wilhelm Hauff zu den jungen und seinerzeit unbekannten schwäbischen Autoren, deren Entdeckung und Förderung sich die Brüder Franckh mit großer verlegerischer Leidenschaft widmeten. Auch mit der Reihe Kabinettsbibliothek klassischer Romane bewiesen sie gleichermaßen kaufmännisches wie programmatisches Geschick: Romane ausländischer Autoren, die Mitte des 19. Jahrhunderts bekannt und beliebt waren, wurden bei Franckh publiziert.
Der Demokrat Friedrich Gottlob Franckh beteiligte sich an der Koseritz’schen Verschwörung gegen die Monarchie. Er wurde verhaftet und auf dem Hohenasperg inhaftiert. Im Jahr 1841 wurde Gottlob Franckh amnestiert und der Verlag konnte mit seiner neuen Reihe Belletristisches Ausland sehr hohe Auflagen erzielen. Friedrich Gottlob Franckh starb 1845, sein Bruder Johann Friedrich führte den Verlag bis zu seinem eigenen Tod im Jahr 1865 alleine weiter.

### Leins – Conradi 1865–1893
Im April 1866 ging der Verlag an Gustav Leins und Carl Conradi über. Seit vier Jahren lenkte Bismarck die Geschicke Preußens, durch den schnellen Feldzug 1866 wurde Österreichs Einfluss in Deutschland beseitigt und der Boden für das zweite deutsche Kaiserreich bereitet. Die Franckh’sche Verlagsbuchhandlung spiegelt jedoch von alldem nichts wider. Gustav Leins, der noch unter Friedrich Franckh Geschäftsführer des Verlags gewesen war, besaß nicht die ausgeprägte Persönlichkeit der Gründer des Hauses. Carl Conradi, der auf eine Lehre bei Johann Friedrich Cotta und eine Gehilfenzeit bei Brockhaus in Leipzig zurückblicken konnte, hatte zwar auf dem Gebiet des Buchhandels etwas Neues nach Stuttgart gebracht, indem er 1861 das erste Barsortiment gründete, doch besaßen beide nur wenig verlegerische Initiative. Bereits 1868 trennten sich die beiden Partner. Es folgt eine Phase der Stagnation und durch weitere Verkäufe von Teilen des Verlags an neue Inhaber zersplitterten die Bestände.

### W. Keller & Co. 1893–1945

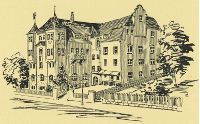
Verlagsgebäude Pfizerstraße, 1908

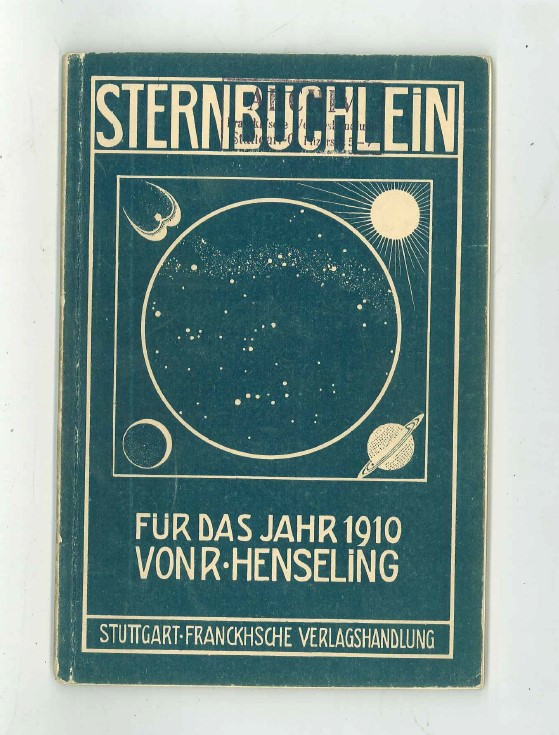
Sternbüchlein von 1910

Zur Junimesse 1893 übernahmen der Hofrat Walther Keller und Euchar Nehmann (1865–1948) das gesamte Geschäft, das von da an unter der Firma Franckh’sche Verlagshandlung, W. Keller & Co. fortgeführt wurde. Sie erwarben die Verlagsartikel von Carl Conradi, ebenso vier Jahre später einen Teil des Verlags C. Malcomes und die Belletristik der Hoffmann’schen Verlagsbuchhandlung, einer Firma, die 1827 Sortiment und Leihbibliothek von Franckh gekauft hatte. Auf diese Weise wurde der größere Teil des früheren Franckh’schen Verlags wieder bei der alten Firma vereint.
1908 bezog der Verlag einen Neubau in der Pfizerstraße 5 in Stuttgart, der bis heute Teil des Stuttgarter Hauptsitzes ist.
Auf allen Gebieten des geistigen, wirtschaftlichen und politischen Lebens hatte sich in dieser Zeit ein tiefgreifender Wandel vollzogen. Die alte, Jahrhunderte lang, unbestrittene Einheit der Wissenschaften, die Universitas litterarum, wurde durch die Fülle neuer Erkenntnisse auf naturwissenschaftlichem Gebiet gesprengt. Es kamen auch buchherstellerische Erneuerungen dazu. Der abwaschbare Bucheinband war noch nicht erfolgreich, der zweite Innovationsversuch jedoch, die sogenannte Bauchbinde, ist bis heute nicht aus dem Verlagswesen wegzudenken. Mit der rasanten Entwicklung der Naturwissenschaften wandelte sich auch der Schwerpunkt des Verlags. Unter dem Motto Naturwissenschaften verstehen entwickelten sich mit dem KOSMOS Handweiser für Naturfreunde die ersten Ratgeber und Sachbücher zu populärwissenschaftlichen Themen. Im Jahr 1903 gründen die beiden neuen Verleger die Kosmos-Gesellschaft der Naturfreunde. Deren Mitglieder erhielten zunächst einmal im Quartal, bald aber schon monatlich, die Zeitschrift Kosmos, deren Ziel es war, naturwissenschaftlich fundierte Informationen leicht verständlich jedem Interessierten zugänglich zu machen. Bereits wenige Jahre nach Gründung verzeichnete das neue Medium über 100.000 Abonnenten, Grundstein für die naturwissenschaftliche Ausrichtung des Verlags, die ihn in vielen Programmbereichen bis heute prägt. Mit Kosmos wurde noch ein anderer Gedanke verknüpft, in dem mit der Beilage von fünf, später vier Buchbeigaben (Kosmos-Bändchen), gleichzeitig die erste Buchgemeinschaft in Deutschland entstand.
Sehr bald gehörte eine Anzahl Naturwissenschaftler und Forscher zu den Mitarbeitern der Zeitschrift Kosmos: Wilhelm Bölsche, Kurt Floericke, Karl Weule, Hanns Günther, Gerhard Venzmer und Raoul Heinrich Francé (1905 erschien sein erstes Sammelwerk: Das Leben der Pflanze).
Die Zeitschrift Kosmos wurde von 1904 bis 1944 in der Heilbronner Druckerei Carl Rembold KG hergestellt. Eng verknüpft mit dieser Zeitschrift ist die 1906 gegründete Kosmos-Korrespondenz, die die Tagespresse mit zuverlässigen naturwissenschaftlichen Artikeln zu versehen hatte. Die Herstellung der auflagenstarken Zeitschrift erforderte 1921 eine Aufstockung deren Druckereigebäudes. Ab dem März-Heft 1999 hieß die Zeitschrift dann natur+kosmos. Sie fusionierte mit der von Horst Stern gegründeten Zeitschrift natur, bekam ein neues Layout und der bisherige Chefredakteur Rainer Köthe wurde von Gerd Pfitzenmaier abgelöst. Mit der Juni-Ausgabe 2012 nannte sich das Magazin wieder in natur um. Damit endete die über 100-jährige Geschichte der ältesten deutschen Natur-Zeitschrift.
Das verlegerische Prinzip, das dem Kosmos Verlag zugrunde lag, bestimmte Anfang des 20. Jahrhunderts den Erfolg und die Hauptrichtung des Verlages: Eine Zeitschrift mit einer Gesellschaft als Trägerin, preiswerte Ausgaben, Verbindung mit einer Buchgemeinschaft, für Laien verständliche Form des wissenschaftlichen Inhalts. Wissen ist Macht wurde zum Leitspruch ganzer Generationen, es war damit praktisches Wissen gemeint. 1909 erscheint das Sternbüchlein, das heute als Kosmos Himmelsjahr bekannt und das meistverkaufte astronomische Jahrbuch im deutschsprachigen Raum ist.
Bei der steten Ausweitung des Verlagsprogramms war es beinahe selbstverständlich, dass der Verlag seine Aufmerksamkeit der Jugend zuwandte. Mit Naturwissenschaft auch für die Jugend erschien 1909 die erste Jugendzeitschrift Mußestunden und 1922 mit Baukasten Elektro der erste Experimentierkasten für Kindern und Jugendliche. Der Verlag erweiterte diesen Geschäftsbereich laufend und legte hier schon den Grundstein für sein Spielwarenprogramm. Zudem erschienen neben Jugendfassungen berühmter Romane auch so bekannte Jugendbuchklassiker wie Die Höhlenkinder von Alois Th. Sonnleitner, die bis heute im Programm sind. Von 1923 bis 1983 publizierte der Verlag das aufwendig gestaltete, üblicherweise 400 Seiten starke Jahrbuch Durch die weite Welt, zunächst mit dem Untertitel „Reisen und Abenteuer. Erfindungen und Entdeckungen“, später mit der Bezeichnung „Das große Buch für jeden Jungen“, ein Sammelwerk, das in den 50 Jahren seines Erscheinens verschiedene Untertitel hat (1958 z. B. „Das große Buch für junge Menschen“) und an den jeweiligen historisch-politischen und gesellschaftlichen Gegebenheiten ausgerichtet war.
In den 1920er Jahren expandierte der Verlag durch Ankauf fremder Verlage, durch Gründung von Tochterverlagen und Beteiligungen an Neugründungen (ca. 15 verschiedene Firmen). Ab 1932 war Richard Holzwarth neben Walther Keller und Euchar Nehmann Teilhaber des Verlages.
„In der Zeit des Nationalsozialismus passt sich auch die Franckh’sche Verlagsbuchhandlung den neuen Umständen an und versucht mit der Situation umzugehen. Es wurde hauptsächlich unangreifbare Literatur herausgegeben. Manche Texte in Zeitschriften und im Vorwort von Publikationen zeigen jedoch, dass die Vorgaben der Reichsschrifttumskammer umgesetzt werden. Die verlegerischen Geschäfte sollen weiterlaufen. In den Neuveröffentlichungen der späten 1930erjahre sind nun auch Werke zu finden, die eindeutig zur allgemein forcierten Vorbereitung auf einen Krieg dienen. Zwar sind einige Mitarbeiter des Verlags Parteimitglieder, darunter auch Euchar Nehmann, dennoch kann die Verbreitung der Ideologie innerhalb des Verlags weitgehend unterbunden werden. Bei einer Überprüfung der Mitarbeiter durch die Reichsschrifttumskammer ergab sich der Befund, dass die Redaktion des Verlags als politisch unzuverlässig einzustufen war, da einige Redakteure auch eine jüdische Abstammung hatten. Im Zweiten Weltkrieg wurden im Verlag offenbar französische Zwangsarbeiter eingesetzt. Vier von diesen legten jedoch nach dem Krieg Zeugnis für eine regimekritische Haltung Euchar Nehmann ab.“
Es ist das Verdienst Walther Kellers, diese für das Verlagswesen bedeutsamen Entwicklungslinien des ausgehenden 19. Jahrhunderts erkannt und für die Franckh’sche Verlagshandlung verwertet zu haben. Walther Keller zur Seite stand sein Freund und Teilhaber Euchar Nehmann, der ebenfalls bei Johann Leonhard Schrag in Nürnberg Buchhandelsgehilfe gewesen war. Euchar Nehmann war lange der kaufmännische Kopf des Unternehmens, der Walter Kellers verlegerische Ideen mitverwirklichen half. 1945 ging er in den Ruhestand und starb 1948. Walther Keller ging 1946 in den Ruhestand und starb 1952.

### Entwicklung der Franckh’sche Verlagshandlung seit 1945
Nach den Bombenangriffen auf Stuttgart vom Oktober 1943 war ein Großteil der Arbeit von 40 Jahren vernichtet. Dennoch gelang der Wiederaufbau. 1946 leiteten Franz Mittelbach und Richard Holzwarth die Geschäfte des Verlages bis 1950 eine neue Verlegergeneration übernahm. Walther Kellers Sohn Rolf Keller wurde 1950 Mitinhaber des Verlags und ab 1956 stieg Euchar R. Nehmann (Euchar Nehmann Junior) in die Geschäftsführung ein. Zum Jubiläumsjahr 1952 (130 Jahre Franckh’sche Verlagshandlung) konnte der Neubeginn gefeiert werden.
In den 1950er und 1960er Jahren wurde das Titelspektrum auf die Themen Eisenbahnen, Elektronik, Pferde und Mädchen ausgedehnt. Mit dem Titel Von Tag zu Tag (1953) wuchsen ganze Mädchengenerationen auf. 1961 erschien das erste Buch über das Reiten So verdient man sich die Sporen. Der Klassiker der Reitlehre wurde vom Journalisten Horst Stern geschrieben, der extra für dieses Buch das Reiten gelernt hatte. Ein weiterer Klassiker zum Thema erschien 1966: Cavaletti: Ausbildung von Reiter und Pferd, ursprünglich verfasst von Reiner Klimke, heute von seiner Tochter und Olympiasiegerin Ingrid Klimke weitergeführt. Zur Legende in der Eisenbahnszene entwickelten sich die ab Anfang der 1960er Jahre erschienenen Bildbände und Fachbücher des Eisenbahnpoeten Karl-Ernst Maedel, der Bilder namhafter Fotografen mit wissensvermittelnden und originellen Texten verband.
In den 1960er und 1970er Jahren verlieh der Verlag an verdiente Persönlichkeiten eine Bölsche-Medaille. Zu den Preisträgern gehörten Alexander Mitscherlich, Theo Löbsack, Carl Friedrich von Weizsäcker, Irenäus Eibl-Eibesfeldt, Hoimar von Ditfurth, Karl Steinbuch, Wilhelm Fröhlich und Christa Meves.

### Modernisierung seit 1989
1990 wurde die Firma Franckh’sche Verlagshandlung, W. Keller & Co., geändert in Franckh-Kosmos Verlags GmbH & Co. KG. Ullstein-Langen-Müller Verlags GmbH & Co. KG beteiligte sich an dem Verlag und leitete gemeinsam mit dem neu berufenen Geschäftsführer Jürgen Bach Umstrukturierungen ein. Die Neuausrichtung hatte eine Konzentration auf die Buchbereiche zur Folge, die Zeitschrift Kosmos und weitere Special Interest Magazine wurden verkauft.
Der erste Fotoband/Bildband von Was blüht denn da? erschien 1991. Der Titel ist bis heute erfolgreich im Programm. Als Was blüht denn da? im Jahr 1935 erstmals erschien, ahnten weder der Verlag noch die Autoren, dass sie ein Standardwerk geschaffen hatten. Bis heute sind über drei Millionen Exemplare verkauft worden. An den Erfolg knüpft längst ein ganzes Programm beliebter Naturführer an, die Frage Was … denn da? wurde zum Kosmos-Markenzeichen. Zahlreiche Bücher vor allem zu den Themen Garten, Tiere und Astronomie kamen heraus. Das Pferdebuchprogramm wird beständig ausgebaut und ab 1993 bot Kosmos die ersten Seminare für Reiterinnen und Reiter an, wenig später folgen auch passende Videoformate.
Im April 1995 übernahm der langjährige Cheflektor Axel Meffert die Geschäftsführung des Verlags. Der Welt-Bestseller CATAN von Klaus Teuber, damals noch bekannt als Die Siedler von Catan, wurde im gleichen Jahr als Spiel des Jahres ausgezeichnet. Die Anerkennung von CATAN legte den Grundstein für die kontinuierliche Entwicklung der Familien- und Erwachsenenspiele beim KOSMOS Verlag.
Die in den USA erfolgreiche Jugend-Krimireihe Die drei Fragezeichen wurde 1968 ins Programm genommen und wird bis heute fortgesetzt. Sie erhielt 1999 einen Ableger für jüngere Leserinnen und Leser: Die drei ??? Kids. 2006 erscheint dann der erste Band von Die drei !!!. Inzwischen zählt die Reihe zu den durchgreifenden Kinderkrimimarken im deutschsprachigen Raum. 2010 erschien das erste E-Book zu Die drei ??? Botschaft von Geisterhand.
1997 feierte der Franckh-Kosmos Verlag sein 175-jähriges Jubiläum und nennt sich seitdem KOSMOS Verlag.
2007 brachte der Verlag eine neue Reihe Naturführer heraus, die an moderne Lese- und Sehgewohnheiten angepasst war und eine Artenauswahl mit Code per Smartphone digital zugänglich machte.
Michael Fleissner übernahm nach dem Tod von Axel Meffert 2012 die alleinige Leitung des Verlags in Stuttgart. Kosmos expandierte international und akquirierte 2013 Thames & Kosmos in den USA. Ein Jahr später kam mit Thames & Kosmos UK eine weitere Vertriebstochter im Vereinigten Königreich hinzu. Im Februar 2013 wurde der Kosmos-Verlag Hauptgesellschafter der United Soft Media (USM). Ehemaliger Mehrheitseigner war Langen Müller Herbig nymphenburger terra magica. Mit der Übernahme des Kartografie-Spezialisten Wissen Media Mapworks ergänzte der Verlag 2014 sein Programmportfolio durch kartografische Produkte. Im Jahre 2016 gehörte er zu den ersten Verlagen, die Bücher nach dem Cradle-to-Cradle-Prinzip herstellen, eine der zeitgemäß nachhaltigsten Arten der Buchproduktion. Die Reihe Kosmos Natur von Anfang an, nachhaltige Pappbilderbücher für die Kleinen, wurde 2016 von der Stiftung Buchkunst mit dem Preis Die schönsten deutschen Bücher ausgezeichnet. Eine neue Variante in der Wissensvermittlung ab 2016 wurden Webinare mit Ratgeber-Autorinnen und -Autoren.

### KOSMOS Verlag heute
Der KOSMOS Verlag startete 2017 mit neuen Titeln für den Erstlesebereich. Unter dem Titel Wird das was, oder kann das weg erschien ein neuer Gartenratgeber, der durch lockere Titelformulierung und das Doppelseitenprinzip mit prägnanten Beispielfotos auffiel. Er wurde von der Deutschen Gartenbaugesellschaft unter die Top 5 der besten Gartenbücher 2018 gewählt und stand auf der Spiegel-Bestseller-Liste. Ihm folgte eine ganze Reihe Gartenbücher in diesem Stil. Mit dem Start der neuen Reihe TKKG Junior wurde die Position als führender Verlag für Kinderkrimis weiter ausgebaut.
Seit Mitte 2017 hält der KOSMOS Verlag 51 Prozent der Anteile an dem Globushersteller Columbus, den Rest die Familie Oestergaard. Columbus fertigt seit 2019 auch Spritzgussteile für Spielfiguren des Kosmos-Verlags. Thi Lan Tran und Michael Fleissner lenkten ab 2019 die Geschäftsführung des Verlags in einer fünfköpfigen Geschäftsleitung gemeinsam. Seit 2023 leiten Matthias Kienzle und Thi Lan Tran die Geschäfte, nachdem sich Michael Fleissner in den Ruhestand verabschiedet hat. 2022 feierte KOSMOS Verlag sein 200-jähriges Verlagsjubiläum.

## Produkte

### Experimentierkästen
Kosmos hat eine lange Tradition mit Experimentierkästen als besonderes Format von Lernspielzeug. Vorbild für die Experimentierkästen in Deutschland waren die Bausätze der Lehrmittelabteilung der Franckh’sche Verlagsbuchhandlung W. Keller & Co. mit ihrer KOSMOS Gesellschaft für Naturfreunde. Anfang der 1920er Jahre wurde die Lehrmittelabteilung geschaffen, in der die Kosmos-Experimentierkästen entwickelt wurden. Den Grundstein hat 1922 zum Thema Elektrotechnik der Baukasten Elektro gelegt, dem ersten Experimentierkasten weltweit. Die Kästen Radiomann, Technikus, All-Chemist, Optikus und Elektromann waren bei Jugendlichen begehrt und beliebt. Der Erfolg war so groß, dass der Verlag die Kästen bald weltweit vertreiben konnte, Idee und Umsetzung wurden auf der Pariser Weltausstellung von 1937 mit einer Goldmedaille ausgezeichnet. Das Programm wurde für verschiedene Altersstufen ausgebaut und deckt inzwischen das gesamte Spektrum von der Grundschule bis zum Abitur ab. So wurde der Experimentierkasten All-Chemist zunächst in zwei Stufen als C 1 und C 2 konzipiert. Daneben werden immer wieder kleine Pakete für Einzelexperimente entwickelt, z. B. zum Züchten von Kristallen.
Es entstand eine ganze Reihe von KOSMOS-Experimentierkästen, die heute noch fortgesetzt wird. Beispiele sind Chemie-Praktikum, Astronomie – Experimente auf den Spuren der Planeten, Logikus, 1968 der erste Spiel- und Experimentiercomputer, und Kosmos CP1. Mit vielen Programmierbeispielen wurden hier die Grundlagen der Computertechnik erläutert. Mit diesen und anderen Experimentierkästen sind Generationen von Jugendlichen an natur- und ingenieurwissenschaftliche Themen herangeführt worden.
Sind es zu Beginn jährlich nur einzelne Produktinnovationen, so erscheinen im Jahr 2017 beispielsweise 25 neue Experimentierkästen. Die Themen sind vielfältiger geworden, um die wichtigsten Zukunftstechnologien verständlich und altersgerecht zu erklären. Die Produkte KosmoBits (2016), ein Experimentierkasten zum Programmieren lernen, oder Miika K.I. (2023), ein Experimentierkasten zum Thema künstliche Intelligenz, sind eine logische Fortsetzungen dieser Programmstrategie. Der Experimentierkastenbegriff wurde auch auf Naturthemen und auf Bereiche wie Beschäftigung und Zaubern übertragen. Das aktive Selbertun, die Kreativität und die Förderung des kindlichen Selbstbewusstseins stehen im Vordergrund. Die Produkte sind eine Ergänzung zum Buchsegment.

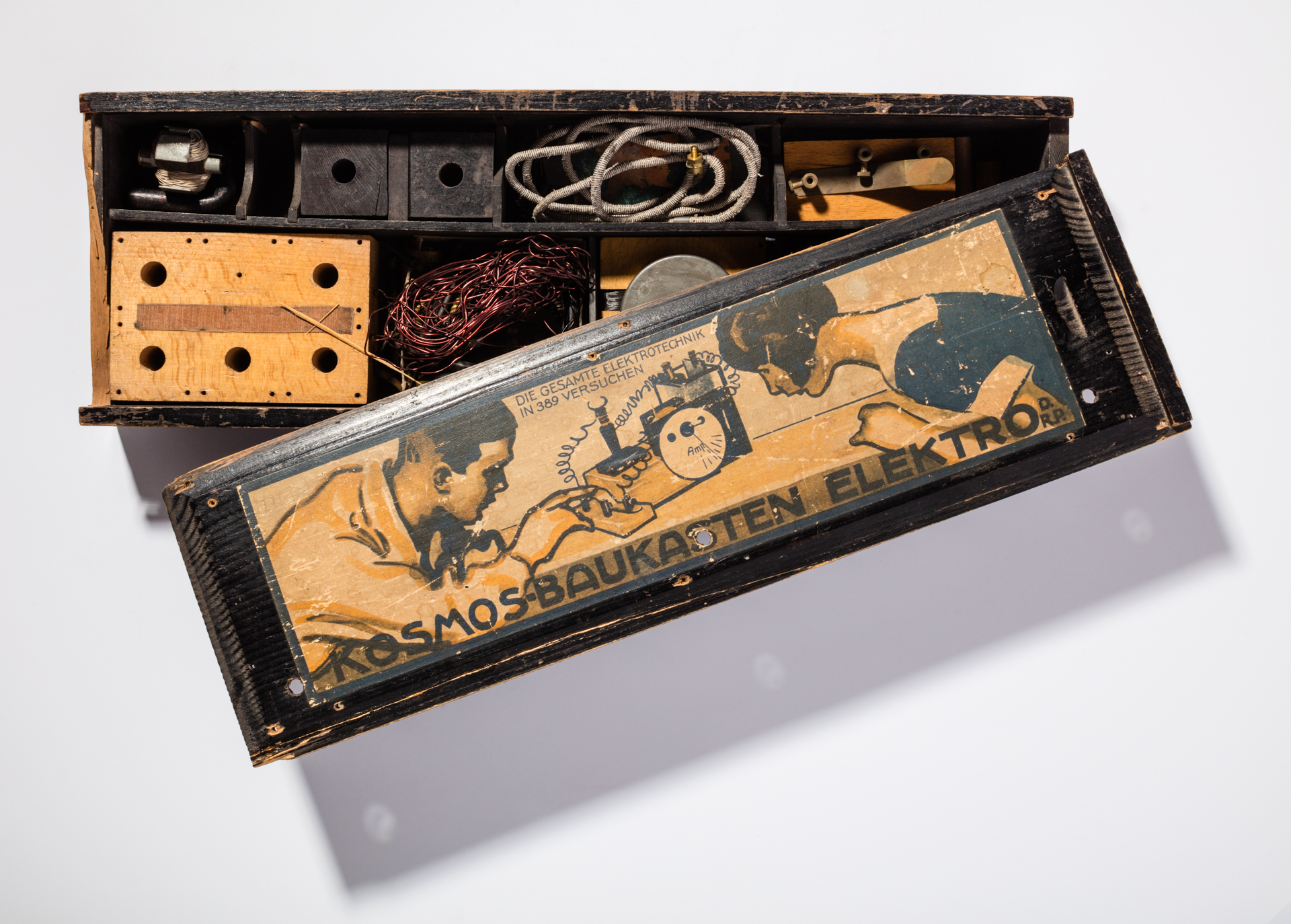
Baukasten Elektro, 1922
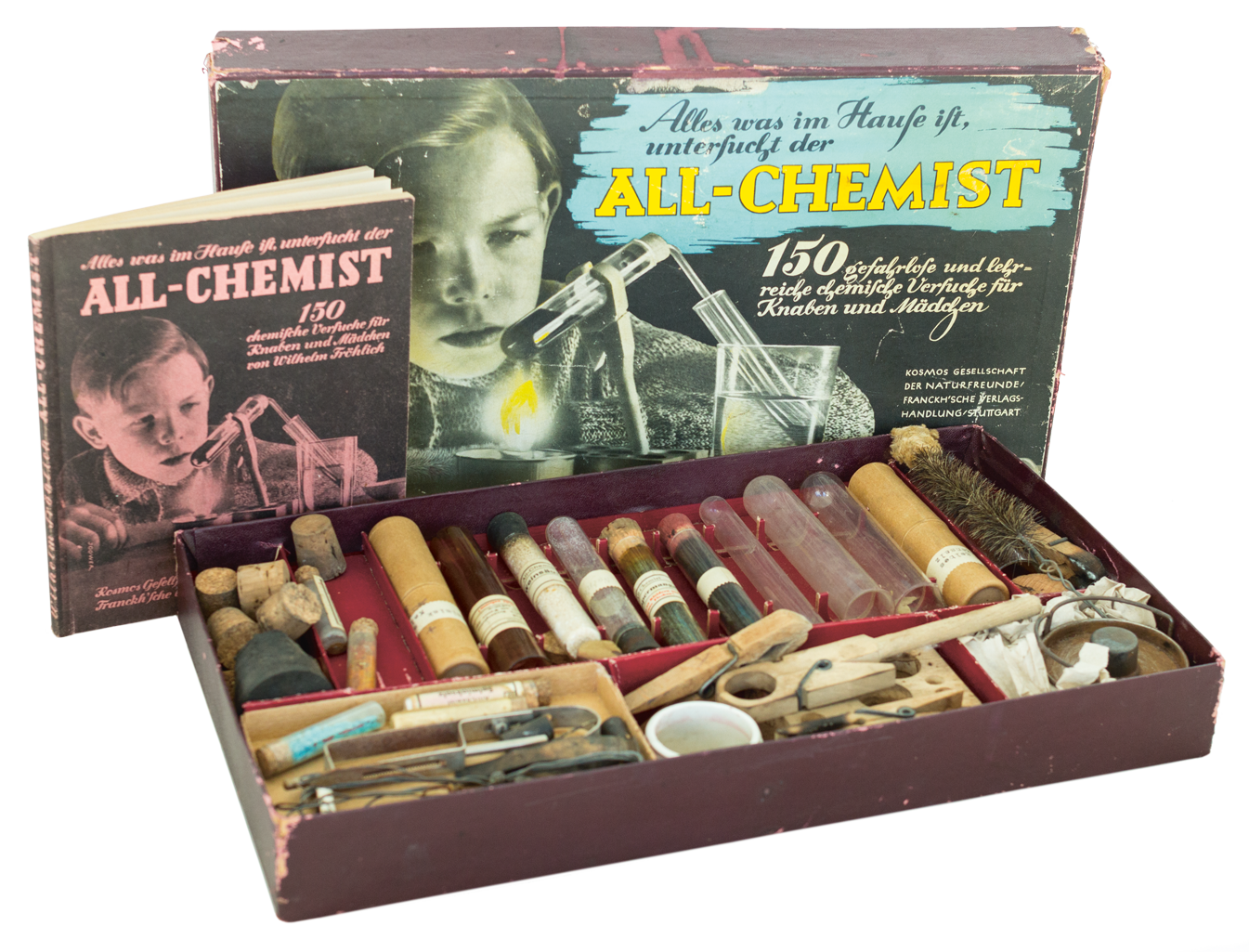
All Chemist, 1930
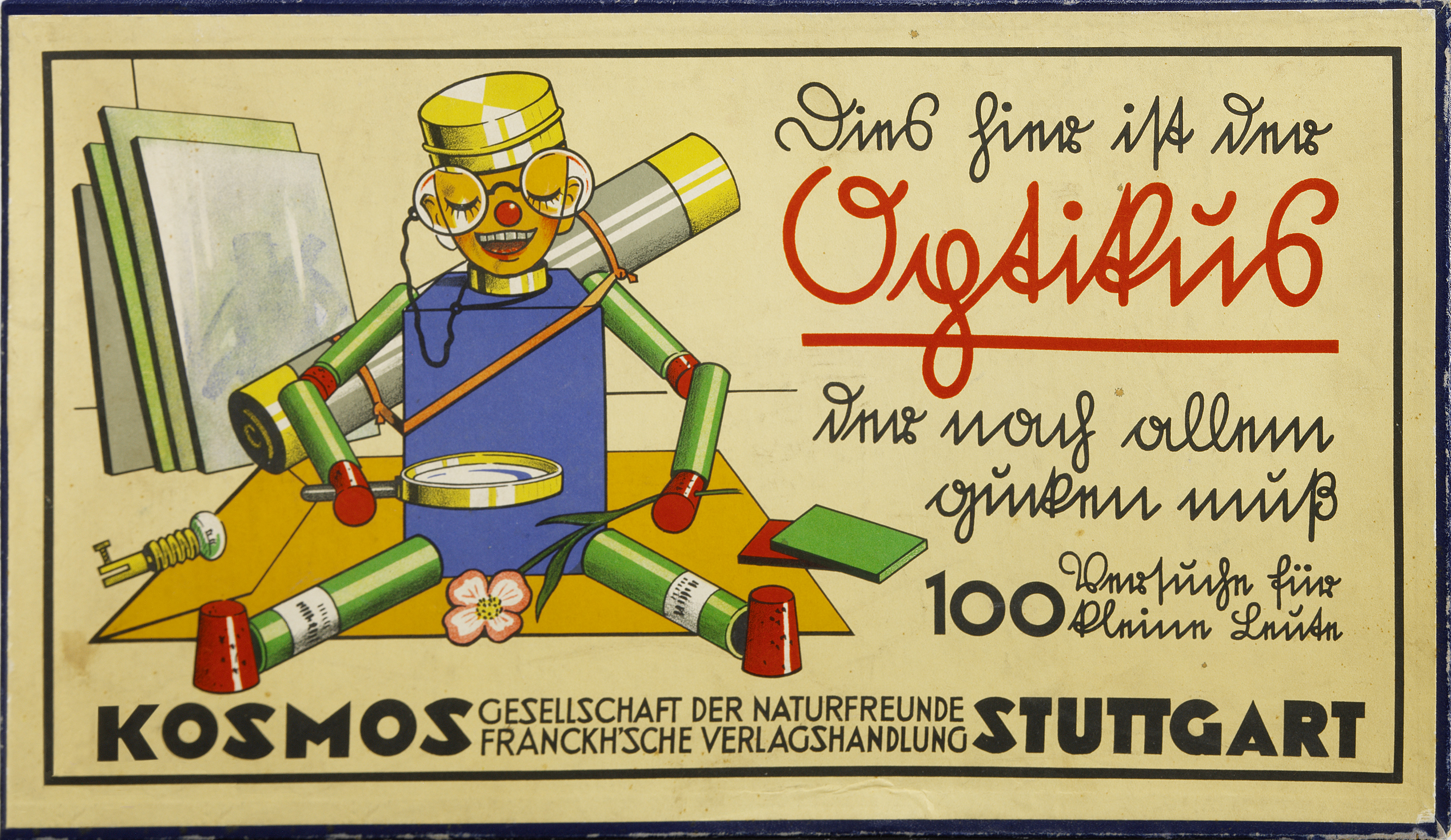
Optikus, 1934
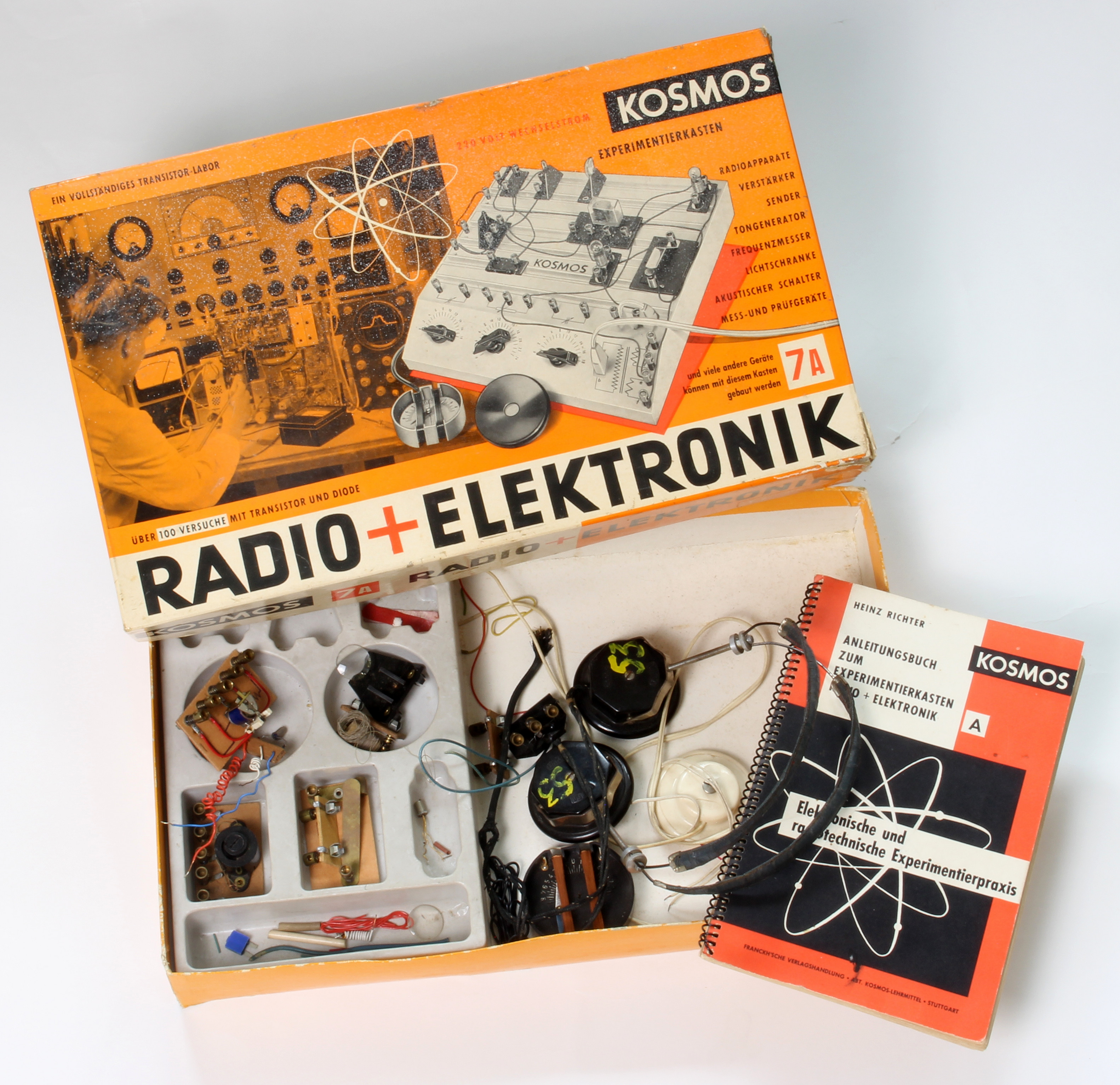
Set Radio + Elektronik 7A, 1959
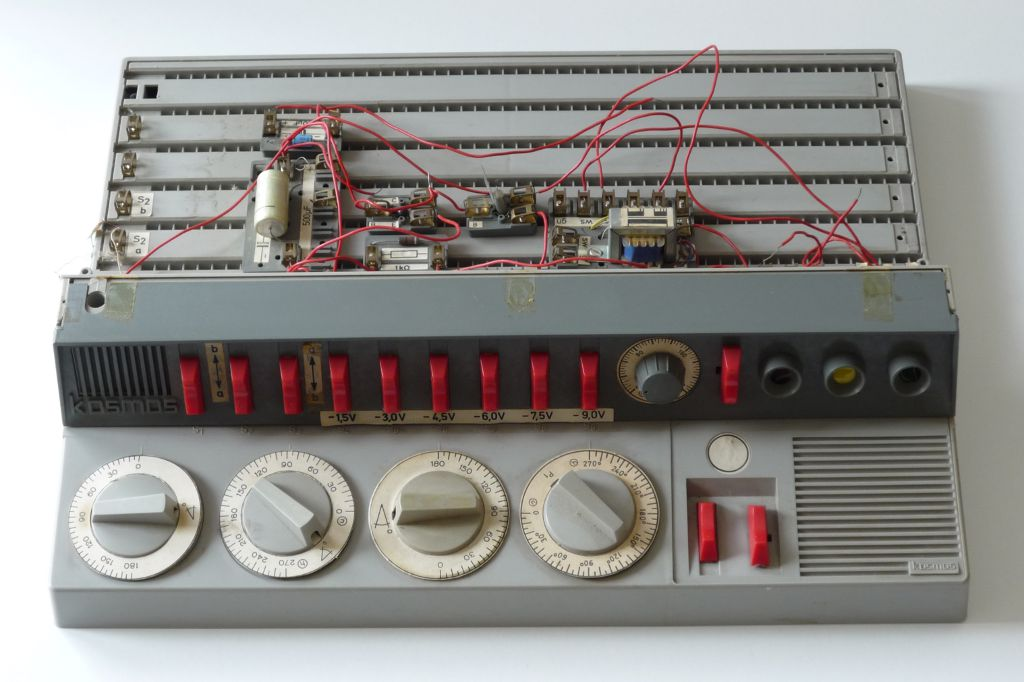
Elektronik-Labor XG/XS/XR (ab 1966)
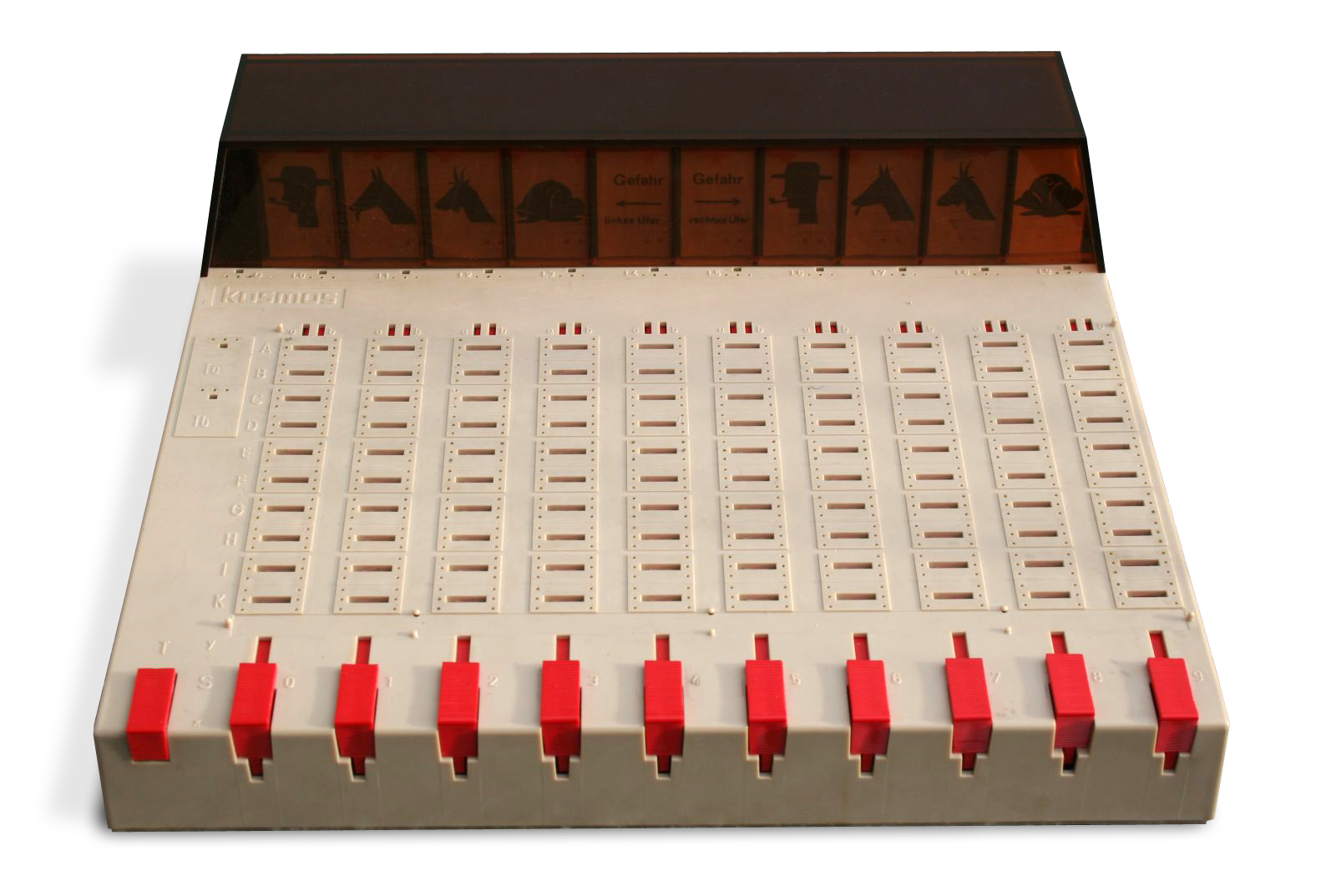
Lerncomputer Logikus (ab 1968)
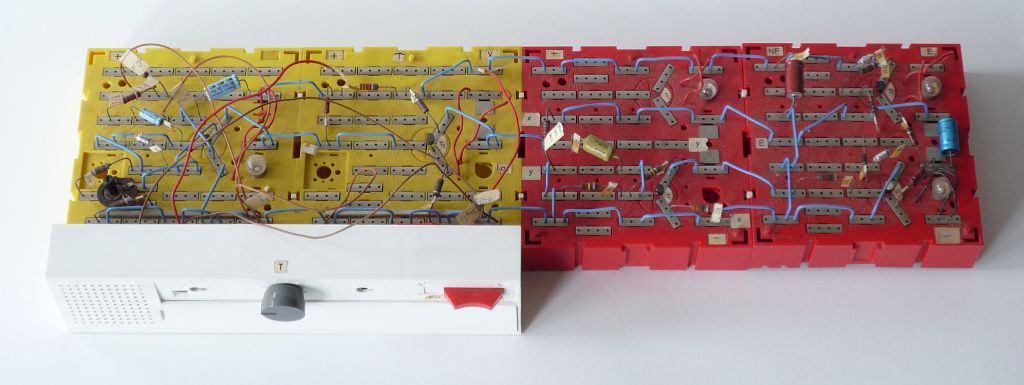
Radio + Elektronik 1 (ab 1972) mit aufgebautem Gegentaktverstärker
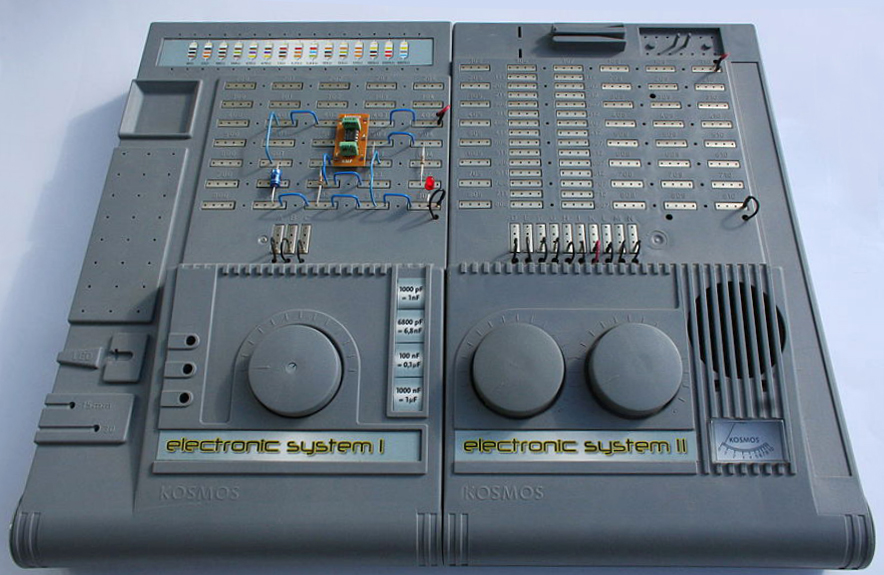
Electronic-System-I-und-II-Experimentierkasten (ab 1992) mit einfacher Schaltung

### Spiele
1975 erscheinen die ersten Spiele. Ein Segment, dass mittlerweile das Erscheinungsbild des Verlages im Spielwarenhandel wesentlich bestimmt, wurde durch die Heyne Taschenspiele, eine Reihe von 34 Spielen im Taschenbuch-Format zwischen 1972 und 1974 angeregt. Franckh-Kosmos bringt unter dem Namen Franckhs Buch-Spiele vier Spiele in kleinen Pappschachteln im Taschenbuch-Format heraus: Flixt, Takado, Goldrush und Pool. Es sollte jedoch zehn Jahre dauern, bis ein anderes Spiel dem Verlag den ersten Erfolg in diesem Genre beschert.

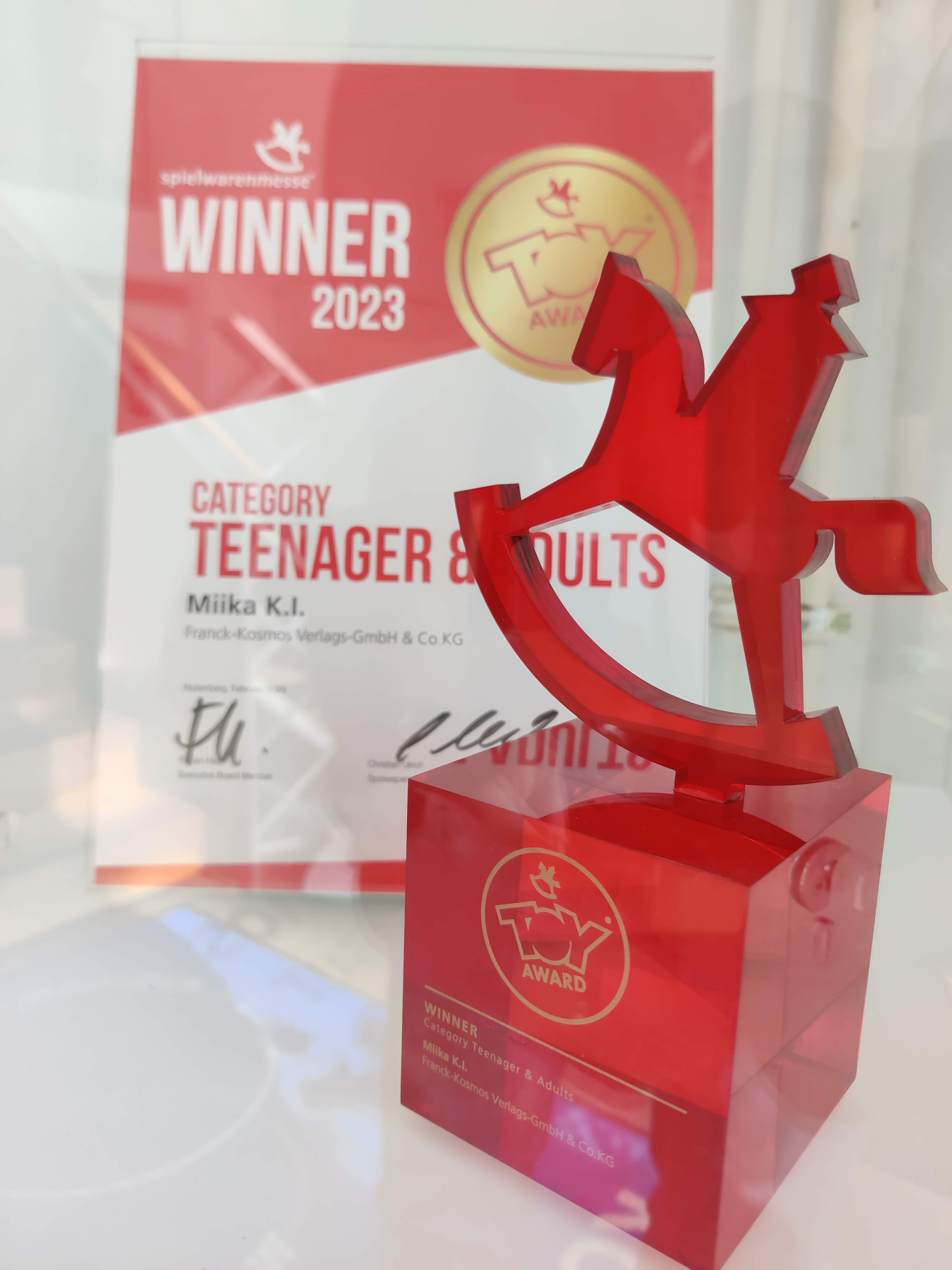
ToyAward Teenager & Adults 2023 für Miika K.I.

Euchar R. Nehmann entdeckt 1984 auf der New Yorker Spielwarenmesse ein Spiel, das in die Krimi- und Sherlock-Holmes-Welle passt und sichert dem Verlag die Rechte. Das Spiel, eine neuartige Kombination von Buch und Spiel, kommt unter den Namen Sherlock Holmes Criminal-Cabinet heraus. Es kombiniert spannende Kurzgeschichten, Denksport und Gesellschaftsspiel in einer neuartigen Weise und wurde 1985 als Spiel des Jahres ausgezeichnet. Der Verlag ließ dem prämierten Spiel 1986 mit Sherlock Holmes Tatort London und Sherlock Holmes Die Queen's Park Affaire noch zwei Fortsetzungen folgen.
Und, er übernahm ab 1986 bis 1988 14 Spiele der Edition Perlhuhn in sein Programm. Dieser kleine Spieleverlag von Reinhold Wittig 1976 gegründet, hatte bereits ab 1980 für einige der Perlhuhn-Spiele den Sonderpreis Schönes Spiel der Jury Spiel des Jahres erhalten (weitere folgten: Müller & Sohn, Forum Romanum und Janus). Aus dem Schriftzug der Edition Perlhuhn sollte dann ab 1989 die Spiele-Galerie werden, die zunächst bis zur Erstausgabe von Die Siedler von Catan im Jahr 1995 noch unter dem Label Franckh, ab dann unter dem Label Kosmos. Wesentlichen Anteil am Erfolg der Kosmos-Spiele hat Reiner Müller, der damals als Spieleredakteur die Programmverantwortung trug. Ab 1998 wurde die Spieleredaktion ausgelagert und die Programmentwicklung der Firma TM-Spiele (benannt nach Klaus Teuber und Reiner Müller) übertragen.
1997 übernimmt Kosmos die Firma Klee Spiele aus Fürth, die Kinderspiele und Zauberkästen herausgab, was es bis dato bei Kosmos nicht gab. Nach einer erheblichen Ausweitung des Spieleprogramms wird in den Folgejahren ein Teil der redaktionellen Aufgaben wieder vom Stuttgarter Verlagshaus übernommen. Dort war zunächst Barbara Schmidts für die Redaktionsarbeit an den meisten Kosmos-Kinderspielen, die Herr-der-Ringe-Titel und einfachere Spiele wie Ubongo zuständig. Inzwischen gibt es eine mehrköpfige Redaktion in Stuttgart und auch eine Zusammenarbeit mit dem Tessloff Verlag unter der Marke Was ist was.
Ausgezeichnete Titel (Auswahl)
- Sherlock Holmes Criminal-Cabinet, Spiel des Jahres 1985
- Müller & Sohn, Spiel des Jahres Sonderpreis: Schönes Spiel 1986
- Forum Romanum, Spiel des Jahres Auswahlliste 1988
- Janus, Spiel des Jahres Auswahlliste 1988
- Heuchel & Meuchel, Spiel des Jahres Auswahlliste 1990
- Tal der Könige, Deutscher Spielepreis 4. Platz 1992
- Die Siedler von Catan, Spiel des Jahres 1995 und Deutscher Spielepreis 1995
- MarraCash, Deutscher Spielepreis 6. Platz 1996
- Die Siedler von Catan – Das Kartenspiel, Spiel des Jahres Auswahlliste 1997 und Deutscher Spielepreis 2. Platz 1997
- Beim Zeus, Deutscher Spielepreis 9. Platz 1997
- Caesar & Cleopatra, Spiel des Jahres Auswahlliste 1998, Deutscher Spielepreis 8. Platz 1998 und À-la-carte-Kartenspielpreis 1998
- Durch die Wüste, Spiel des Jahres Auswahlliste 1998 und Deutscher Spielepreis 4. Platz 1998
- Kahuna, Spiel des Jahres Auswahlliste 1999
- Giganten, Nominiert für das Spiel des Jahres 1999 und Deutscher Spielepreis 6. Platz 1999
- Ta Yü, Spiel des Jahres Auswahlliste 1999
- La Città, Spiel des Jahres Auswahlliste 2000 und Deutscher Spielepreis 4. Platz 2000
- Babel, Spiel des Jahres Auswahlliste 2001 und Deutscher Spielepreis 8. Platz 2001
- Der Herr der Ringe, Spiel des Jahres Sonderpreis: Literatur im Spiel 2001
- Alles im Eimer, Spiel des Jahres Auswahlliste 2002
- Nautilus, Deutscher Spielepreis 6. Platz 2002
- Ballon Cup, Spiel des Jahres Auswahlliste 2003
- Löwenherz, Deutscher Spielepreis 5. Platz 2003
- Die Brücken von Shangrila, Deutscher Spielepreis 10. Platz 2004
- Einfach Genial, Nominiert für das Spiel des Jahres 2004 und Deutscher Spielepreis 5. Platz 2004, sowie Sieger des MinD-Spielepreis im Jahr 2010
- In 80 Tagen um die Welt, Nominiert für das Spiel des Jahres 2005 und Deutscher Spielepreis 6. Platz 2005
- Jambo, Nominiert für das Spiel des Jahres 2005, Deutscher Spielepreis 8. Platz 2005 und À-la-carte-Kartenspielpreis 2005
- Ubongo, Deutscher Spielepreis 4. Platz 2005
- Das kleine Gespenst, Kinderspiel des Jahres 2005
- Elasund, Deutscher Spielepreis 6. Platz 2006
- Blue Moon City, Nominiert für das Spiel des Jahres 2006 und Deutscher Spielepreis 4. Platz 2006
- Just 4 Fun, Nominiert für das Spiel des Jahres 2006
- Die Säulen der Erde, Deutscher Spielepreis 2007
- Keltis, Spiel des Jahres 2008 und Deutscher Spielepreis 8. Platz 2008
- Die Tore der Welt, Spiel des Jahres plus 2010 und Deutscher Spielepreis 3. Platz 2010
- Kraken-Alarm, Nominiert für das Kinderspiel des Jahres 2010 und Deutscher Kinderspielepreis 2010
- Monsterfalle, Nominiert für das Kinderspiel des Jahres 2011 und Deutscher Kinderspiele Preis 2011
- Uluru, Sieger des MinD-Spieletipp im Jahr 2012
- Die Legenden von Andor, Kennerspiel des Jahres 2013 und As d’Or – Jeu de l’Année 2013
- La Boca, Sieger des MinD-Spielepreis, Kategorie kurze Spiele, im Jahr 2015
- KosmoBits, der erste Experimentierkasten zum Programmieren Lernen erhält den Toy Award 2016
- EXIT Das Spiel, Kennerspiel des Jahres 2017
- Die Crew, Deutscher Spielepreis 2020
- Andor junior, Deutscher Kinderspielepreis 2020
- Die Abenteuer des Robin Hood, Nominiert zum Spiel des Jahres 2021
- Cascadia, Spiel des Jahres 2022
- Miika K.I., ToyAward Teenager & Adults 2023[35]
- Adventure Puzzle – Das Licht im Zauberwald, ToyAward Schoolkids 2024
- Sky Team, Spiel des Jahres 2024

### Kinderbücher
In den 1960er Jahren entsteht im Kinderbuchprogramm eine Reihe großformatig-farbiger Bücher, genannt Bunter Kinder-Kosmos. Diese sollte den Verlag zum Pionier auf dem Gebiet des naturwissenschaftlichen Kindersachbuches in Deutschland machen. 1968 fiel der Startschuss für einen der größten Erfolge der Verlagsgeschichte, der bis heute andauert und viele kreative Weiterentwicklungen hervorbrachte. Für die Krimiserie Die drei ??? entwirft die Illustratorin, Grafikerin und Malerin Aiga Rasch den Umschlag mit der ungewöhnlichen, von der Grundfarbe Schwarz und sehr kräftigen Farben dominierten Gestaltung. In Folge entwirft sie die Umschläge für insgesamt 89 Folgen der Reihe (bis 1999). Von 1982 bis 1989 werden im Sog des Krimi-Booms auch 22 Bücher mit den Abenteuern von Sherlock Holmes veröffentlicht, mit bearbeiteten Erzählungen und Romane Arthur Conan Doyles, aber auch neue Romane anderer Autoren.
Im Rahmen von Kosmos 2000 entsteht der Impuls für Die drei ??? Kids, einem Ableger der Reihe, der gezielt das jüngere Publikum zwischen 6 und 10 Jahren ansprechen soll. Die Inhalte sind nicht so komplex erzählt, außerdem sind die drei Detektive in den Romanen erst 10 Jahre alt und deutlich jünger als die 16-jährigen Protagonisten in der Ursprungsreihe. Die neue Reihe beginnt 1999 mit den Bänden Panik im Paradies, Radio Rocky Beach und Invasion der Fliegen. Erster Autor ist Ulf Blanck, nach der Jahrtausendwende kommt 2005 Boris Pfeiffer dazu und 2008 bzw. 2012 die beiden Autoren Ben Nevis und Christoph Dittert, die schon für Die drei ??? schrieben. Ab 2006 gibt es bei USM und ab 2009 bei Europa auch Hörspiele zu Die drei ??? Kids, und ab 2014 bei USM auch Videospiele. Auf der Basis von Die drei ??? gibt es 2006 für Mädchen ab 10 Jahren nun Die drei !!!.
1999 startet Sheltie, eine Reihe für pferdebegeisterte Mädchen ab 6 Jahren. Thema sind die aufregenden und lustigen Erlebnisse des Mädchens Emma mit dem zotteligen Shetland-Pony Sheltie. Bis 2010 erschienen 35 Bände. Ab 2022 wird die Reihe neu und farbig illustriert, mit vereinfachtem Satzbild und modernisierter Sprache neu herausgegeben.
2004 erscheint Sternenschweif, deren ersten 15 Bände Linda Chapman schrieb und die dann von anderen deutschen Autorinnen fortgesetzt wurde. Im Mittelpunkt steht das Mädchen Laura, dessen innigst gewünschtes neues Pony in Wirklichkeit ein Einhorn ist.
Ab 2005 erscheinen die Adaptionen von Kosmos-Klassikern für Kinder: Mein erstes Was blüht denn da? (2005) und Mein erstes Was fliegt denn da? (2006). Die Reihe wird mit weiteren Titeln fortentwickelt. 2007 präsentiert Kosmos eine ambitionierte Neuproduktion unter dem Titel Kosmolino, eine Sachbuchreihe für Kinder im Vorschulalter, mit Themen wie Kennst du die Jahreszeiten?, Was ist los auf der Baustelle? oder Was passiert in meinem Körper? Zu den kindgerechten Abbildungen und Texten aktiviert die Reihe die Kinder mit transparenten Folienseiten, einer roten Wissens-Lupe und der Kosmolino-Wissensscheibe. Ergänzend zu den Büchern erscheinen Experimentierkästen und Kinderspiele.
2015 aus Anlass des 95. Geburtstages von Ellis Kaut, Autorin der beliebten Pumuckl-Geschichten, lässt der Verlag den ersten Pumuckl-Band neu illustrieren, mit einem Kobold und einem viel flacheren Bauch. Dass Kosmos den kleinen Kerl, der für seine Liebe zu Puddeling bekannt war, auf Diät gesetzt hat, gefällt den meisten Pumuckl-Fans nicht. Es entstand eine Protestbewegung, über die das Fernsehen und diverse überregionale Zeitungen berichteten. Auf Twitter finden die Hashtags #bringbackbäuchlein und #gebtpumucklseinbäuchleinzurück ein großes Echo. So darf Pumuckl bei zukünftigen Produktionen wieder stolz seinen Bauch zeigen.
Das Besondere: Erfolgreiche Marken des Kosmos-Kinderbuchprogramms wie Die drei ??? Kids, Die drei !!!, Sternenschweif, Das wilde Pack und Pumuckl werden jeweils in für die Altersgruppe geeignete Geschichten und Illustrationen übertragen.

### Ratgeber
Zur Jahrtausendwende umfasst das Kosmos-Heimtier-Segment über hundert Titel zu Hunden, Katzen, Vögeln und Nagetieren, zum Thema Aquarium und Terrarium (seit den 1960ern ausgebaut). Die Bandbreite reicht von günstigen Ratgebern bis zu umfassenden Standardwerken, von Rasseporträts bis zu Fotobänden, von der zweibändigen Enzyklopädie beispielsweise der Rassehunde oder dem Kosmos-Atlas Aquarienfische bis zur Hundebibliothek (seit den 1970er-Jahren ein Dauerbrenner). Die Themen mit Schwerpunkt auf das Wohlergehen des Tieres reichen von Aufzucht- und Pflegetipps bis zur spielerischen Erziehung, von der Schulmedizin bis zu alternativen Heilmethoden. Tier- und Artenschutz und was das Zusammenleben von Mensch und Tier harmonisch macht, wurde von allen Kosmos-Autoren wie Peter Beck, Helga Brehm, Wolfgang Becvar, Dorit Urd Feddersen-Petersen, Eva-Maria Krämer, Paul Leyhausen, Linda Tellington-Jones, Denis C. Turner oder Jörg Vierke vermittelt.
2006 erscheint bei Kosmos das erste Buch eines Autors, der das Hunde-Programm bis heute prägen sollte: Hundetraining mit Martin Rütter. 1995 hatte Rütter seine erste Hundeschule gegründet, in der er nach neuesten wissenschaftlichen Kenntnissen aus der Verhaltensforschung seine Trainingsphilosophie DOGS (Dog Orientated Guiding System) aufbaute.
Im Garten- und Natur-Programm wird 1995 die Reihe mit der Infoline für die Ratgeber gestartet. Die Leser können sich mit Fragen direkt und kostenlos an ihre Autoren wenden. 1994 ist das Buch Erfahrungen für den Garten. Aussaattage, Pflanzzeiten, Erntetage der Anthroposophin Maria Thun erschienen. Das Thema Aussaattage wurde auch ab dem Jahr 2000 bis heute mit dem Jahrbuch Kosmos Aussaattage weitergeführt. Ab Mitte der Neunzigerjahre erschienen auch die Bücher der Kräuterhexe Gabriele Bickel und das traditionsreiche Was fliegt denn da? erhielt mit Ornithologe Peter H. Barthel eine Neubearbeitung. Das große Kosmosbuch der Nützlinge. Neue Wege der biologischen Schädlingsbekämpfung von Manfred Fortmann bekommt 2000 den Deutschen Gartenbuchpreis der Deutschen Gartenbau-Gesellschaft.
Konnte man früher mit Ratgebern über Gemüse niemanden hinter dem Ofen vorlocken, ist das nun anders. Im Garten-Programm erscheint 2016 zum Beispiel Garden your city: Wenn die Stadt zum Garten wird von Burkhard Bohne und Kerstin Mumm, oder 2017 Wird das was oder kann das weg? Erwünschte und unerwünschte Gartenpflanzen erkennen von Bärbel Oftring.
Vor dem Hintergrund der Pandemie ab 2020 und der Anpassung an Veränderungen im Ratgeber-Markt insbesondere in den Special-Interest-Bereichen richtet der Verlag sich auf die Bedürfnisse der Zielgruppen aus, mit direkter Kommunikation und Vernetzung. Zudem wurden die Marken Nymphenburger und Herbig ab 2020 Imprints des Kosmos-Ratgeberprogramms. Bei Nymphenburger sind die Kernthemen Persönlichkeitsentwicklung, Spirituelle Lebensführung und Alternative Heilweisen, bei Herbig haben praktische Gesundheitsbücher und Titel zu aktuellen medizinischen Themen ihren Platz gefunden.

### Webinare und Online-Kurse
Die Bedeutung des Buchhandels und Fachmarktes verändert sich und verschiebt sich hin zu Online. Der Verlag bietet ab 2016 beispielsweise auch Webinare mit seinen Ratgeber-Autorinnen und -Autoren an. Vieles geht über ein Print-Angebot hinaus: Manche Bücher werden über die Kosmos-Plus-App mit digitalen Inhalten, Bilder und Videos, angereichert. Die E-Books und die Social-Media-Kanäle werden ausgebaut, 2019 gibt es den ersten Onlinekurs, 2021 eröffnen Onlineshops. Der Verlag schafft Themenwelten mit verschiedenen Zugängen. Webinare und Online-Kurse komplettieren das Angebot an Büchern und sind Bestandteil einer Verlag-Autoren-Beziehung.